# Charsonville
Charsonville település Franciaországban, Loiret megyében. Lakosainak száma 611 fő (2022. január 1.). Charsonville Beauce-la-Romaine, Baccon, Coulmiers és Épieds-en-Beauce községekkel határos.

## Népesség
A település népességének változása:
| Lakosok száma | 616  | 531  | 554  | 622  | 591  | 614  | 616  | 613  | 612  | 611  |
|               | 1968 | 1982 | 1990 | 2006 | 2013 | 2015 | 2017 | 2019 | 2020 | 2022 |